# Rastenoviće
Rastenoviće (en serbe cyrillique : Растеновиће) est un village de Serbie situé dans la municipalité de Sjenica, district de Zlatibor. Au recensement de 2011, il comptait 121 habitants.

## Démographie
| 1948 | 1953 | 1961 | 1971 | 1981 | 1991 | 2002 | 2011 |
| ---- | ---- | ---- | ---- | ---- | ---- | ---- | ---- |
| 180  | 167  | 176  | 220  | 214  | 187  | 145  | 121  |

|  |